# Sveti Vilibrord
Vilibrord (latinsko Villibrordus;  ok. 658 – 7. november 739) je bil anglosaksonski misijonar in svetnik, znan kot »apostol Frizijcev« v sodobni Nizozemski. Postal je prvi škof v Utrechtu in umrl v Echternachu v Luksemburgu.

## Zgodnje življenje
Njegovega očeta po imenu Wilgils ali Hilgis  je Alkuin označil za Sasa iz Northumbrije. Na novo spreobrnjen v krščanstvo je Wilgils svojega sina kot oblata zaupal opatiji Ripon  in se umaknil iz sveta ter zgradil majhen oratorij blizu ustja Humberja, posvečen svetemu Andreju. Lokalni kralj in plemiči so ga obdarovali s posestmi, dokler ni končno uspel zgraditi cerkev, nad katero je nato vladal Alkuin.
Vilibrord je odraščal pod vplivom Vilfrida, škofa iz  Yorka. Kasneje se je pridružil benediktincem. Obdobje med leti 20. in 32. je preživel v opatiji Rath Melsigi  v okrožju Carlow na Irskem, ki je bila središče evropskega učenja v 7. stoletju.

## Frizija
V tem času je študiral pri Ecgberhtu iz Ripona, ki je njega in enajst tovarišev poslal pokristjanjevati poganske Frizijce na obali Severnega morja na zahtevo Pepina iz Herstala, avstrazijskega majordoma palače, ki je imel nominalno oblast nad tem območjem. Vilibrord je dvakrat potoval v Rim. Obe poti v Rim imata zgodovinski pomen. Kot nam pravi Bede, Vilibrord ni bil edini Anglosakson, ki je odpotoval v Rim. Pomemben je način, na katerega je opisal obisk in njegov namen; za razliko od vseh drugih Vilibrord ni bil na običajnem romanju na grobove apostolov Petra in Pavla ter mučencev. Namesto tega je "hitel v Rim, kjer je takrat papež Sergij predsedoval apostolskemu sedežu, da bi se z njegovim dovoljenjem in blagoslovom lotil želenega dela oznanjevanja evangelija poganom". Kot tak ni prišel k papežu kot romar, ampak posebej kot misijonar. Drugič, ko je šel v Rim, 21. novembra 695, mu je papež Sergij I. v cerkvi Santa Cecilia v Trastevere dal palij in ga posvetil za škofa Frizijcev. Vrnil se je v Frizijo, da bi pridigal in ustanovil cerkve, med njimi samostan v Utrechtu, kjer je zgradil svojo katedralo. Vilibrord velja za prvega škofa Utrechta.
Leta 698 je ustanovil opatijo Echternach na mestu rimske vile v Echternachu, ki mu jo je podarila Pepinova tašča Irmina iz Oerena, žena senešala in grofa Palatina Hugoberta. Po Hugobertovi smrti je Irmina ustanovila benediktinski samostan v Horrenu v Trierju. Ko je kuga ogrozila njeno skupnost, je pridobila pomoč Vilibrorda; in ko se je kuga izognila samostanu, je dala Vilibrordu zemljišča za njegovo opatijo v Echternachu.
Pepin iz Heristala je umrl leta 714. Leta 716 je pogan Radbod, kralj Frizijcev, ponovno zavzel Frizijo, požgal cerkve in pobil številne misijonarje. Vilibrord in njegovi menihi so bili prisiljeni pobegniti. Po Radbodovi smrti leta 719 se je Vilibrord vrnil, da bi nadaljeval svoje delo, pod zaščito Karla Martela. Vinfrid, bolj znan kot Bonifacij, se je pridružil Vilibrordu in ostal tri leta, preden je odpotoval pridigat na frankovsko ozemlje.

## Češčenje
Vilibrord je umrl 7. novembra 739 v starosti 81 let in je bil po njegovi želji pokopan v Echternachu. Hitro so ga ocenili za svetnika. Vilibrordove vodnjake, ki so obkrožali njegove misijonske poti, so obiskovali ljudje, da bi si prizadevali za zdravljenje različnih živčnih bolezni, zlasti otrok. 
V katoliški cerkvi se njegov praznik praznuje 7. novembra zunaj Anglije, v Angliji pa 29. novembra po ukazu papeža Leona XIII . V angleški cerkvi ga praznujejo z manjšim festivalom 7. novembra. 
Pripisali so mu številne čudeže in relikvije. Ob neki priložnosti so obhajali prenos njegovih relikvij, tako da je »pomagalo pet škofov v polnem pontifikalu; pri plesu sta sodelovala 2 švicarska gardista, 16 zastavonošev, 3.045 pevcev, 136 duhovnikov, 426 glasbenikov, 15.085 plesalcev in 2 igralcev, ".  Vsako leto na beli torek v Echternachu poteka plesna procesija, ki privabi na tisoče udeležencev in enako število gledalcev, da počastijo spomin na svetnika, ki ga pogosto imenujejo apostol držav Beneluksa (Belgija, Nizozemska, in Luksemburg).
V mestu Gravelines v severni Franciji, kjer naj bi Vlibrord pristal, potem ko je prečkal Rokavski preliv na svojem poslanstvu do Frizijcev, mu je posvečena cerkev v starem mestnem jedru. Gravelines se je razvil po letu ok. 800 okoli kapele v spomin na Vilibrordovo poslanstvo. 
V opatiji Weissenburg v Alzaciji je kapela iz 13. stoletja posvečena Vilibrordu, kjer so častili tudi Vilibrordovo dobrotnico Irmino iz Oerena. 

## Izdaje
- Paul Dräger (ur. ), Alkuin, Vita sancti Willibrordi; Das Leben des heiligen Willibrord (Trier: Kliomedia, 2008)